# Klippans statliga allmänna gymnasium och realskola
Klippans statliga allmänna gymnasium och realskola var ett läroverk i Klippan verksamt från 1915 till 1968.

## Historia
En högre folkskola etablerades 1913. Den ombildades 1917 till en kommunal mellanskola som ombildades 1931-34 till en samrealskola, från 1958 med ett kommunalt gymnasium.
Skolan ombildades 1963 till Klippans statliga allmänna gymnasium och realskola. Skolan kommunaliserades 1966 och namnändrades därefter till Klippans gymnasieskola (Åbyskolan). Studentexamen gavs från 1961 till 1968 och realexamen från 1918 till 1970.